# Merja

Ungefähres Siedlungsgebiet der Merja

Die Merja (auch Merä) waren ein finno-ugrisches Volk in der Gegend der russischen Städte Moskau, Rostow, Kostroma, Jaroslawl und Wladimir. Die Merja könnten ein westlicher Zweig der Mari gewesen sein. Das Wort Merja ist demnach eine russische Transkription des Wortes Мäрӹ (Märӛ), eines existierenden Selbstnamens der westlichen Mari. Auch die Toponyme des Gebietes der Merja sind auf Grundlage des Mari identifiziert worden. Des Weiteren nennt die mittelalterliche russische Chronik Kasanskaja Istorija die Tscheremissen (Mari) als die indigenen Einwohner von Rostow.

## Moderne Merjanen
Auch heute bezeichnet sich ein Teil der Bewohner in den Oblasty Jaroslawl und Kostroma als Merjanen. Bis zum Jahr 2010 wurden diese Menschen in der russischen Volkszählung allerdings als Russen geführt.
Der Spielfilm Stille Seelen des russischen Regisseurs Alexei Fedortschenko aus dem Jahr 2010 zeigt das Pseudo-Leben der modernen Merjanen, die tatsächlich nicht mehr existieren.